# Lijst van gouverneurs van Odisha
Dit is een lijst van gouverneurs van de Indiase deelstaat Odisha (voorheen Orissa). De gouverneur is hoofd van de deelstaat en wordt voor een termijn van vijf jaar aangewezen door de president. De rol van de gouverneur is hoofdzakelijk ceremonieel en de echte uitvoerende macht ligt bij de ministerraad, met aan het hoofd de chief minister.
Odisha maakte tot 1936 deel uit van de provincie Bihar en Orissa, waarna het de provincie Orissa vormde. Op 15 augustus 1947 werd Brits-Indië onafhankelijk en werd Orissa een deelstaat van India. In november 2011 werd de naam veranderd van Orissa in Odisha.

## Gouverneurs van Orissa, Brits-Indië (1936–1947)
| #   | Naam                        | Begin termijn    | Einde termijn    |
| --- | --------------------------- | ---------------- | ---------------- |
| 1   | John Austen Hubback         | 1 april 1936     | 11 augustus 1938 |
| wnd | George Townsend Boag        | 11 augustus 1938 | 7 december 1938  |
| 2   | John Austen Hubback         | 8 december 1938  | 31 maart 1941    |
| 3   | Howthorne Lewis             | 1 april 1941     | 31 maart 1946    |
| 4   | Chandulal Madhavlal Trivedi | 1 april 1946     | 14 augustus 1947 |

## Gouverneurs van Orissa, India (1947–2011)
| #   | Naam                        | Begin termijn     | Einde termijn     |
| --- | --------------------------- | ----------------- | ----------------- |
| 5   | Kailash Nath Katju          | 15 augustus 1947  | 20 juni 1948      |
| 6   | Asaf Ali                    | 21 juni 1948      | 5 mei 1951        |
| wnd | Vappala Pangunni Menon      | 6 mei 1951        | 17 juli 1951      |
| 7   | Asaf Ali                    | 18 juli 1951      | 6 juni 1952       |
| 8   | Saiyid Fazl Ali             | 7 juni 1952       | 9 februari 1954   |
| 9   | P. S. Kumaraswamy Raja      | 10 februari 1954  | 11 september 1956 |
| 10  | Bhim Sen Sachar             | 12 september 1956 | 31 juli 1957      |
| 11  | Yeshwant Narayan Sukthankar | 31 juli 1957      | 15 september 1962 |
| 12  | Ajudhia Nath Khosla         | 16 september 1962 | 5 augustus 1966   |
| wnd | Khaleell Ahommed            | 5 augustus 1966   | 11 september 1966 |
| 13  | Ajudhia Nath Khosla         | 12 september 1966 | 30 januari 1968   |
| 14  | Shaukatullah Shah Ansari    | 31 januari 1968   | 20 september 1971 |
| wnd | Jojendra Singh              | 20 september 1971 | 30 juni 1972      |
| wnd | Gatikrishna Mishra          | 1 juli 1972       | 8 november 1972   |
| 15  | Basappa Danappa Jatti       | 8 november 1972   | 20 augustus 1974  |
| wnd | Gatikrishna Mishra          | 21 augustus 1974  | 25 oktober 1974   |
| 16  | Akbar Ali Khan              | 25 oktober 1974   | 17 april 1976     |
| wnd | Shiva Narayin Sankar        | 17 april 1976     | 7 februari 1977   |
| 17  | Harcharan Singh Brar        | 7 februari 1977   | 22 september 1977 |
| 18  | Bhagwat Dayal Sharma        | 23 september 1977 | 30 april 1980     |
| 19  | Cheppudira Muthana Poonacha | 30 april 1980     | 30 september 1980 |
| wnd | Sukanta Kishore Ray         | 1 oktober 1980    | 3 november 1980   |
| 20  | Cheppudira Muthana Poonacha | 4 november 1980   | 24 juni 1982      |
| wnd | Ranganath Misra             | 25 juni 1982      | 31 augustus 1982  |
| 21  | Cheppudira Muthana Poonacha | 1 september 1982  | 17 augustus 1983  |
| 22  | Bishambhar Nath Pande       | 17 augustus 1983  | 20 november 1988  |
| 23  | Saiyid Nurul Hasan          | 20 november 1988  | 6 februari 1990   |
| 24  | Yagya Datt Sharma           | 7 februari 1990   | 1 februari 1993   |
| 25  | Saiyid Nurul Hasan          | 1 februari 1993   | 31 mei 1993       |
| 26  | B. Satya Narayan Reddy      | 1 juni 1993       | 17 juni 1995      |
| 27  | Gopala Ramanujam            | 18 juni 1995      | 30 januari 1997   |
| 28  | K. V. Raghunatha Reddy      | 31 januari 1997   | 12 februari 1997  |
| 29  | Gopala Ramanujam            | 13 februari 1997  | 13 december 1997  |
| 30  | K. V. Raghunatha Reddy      | 13 december 1997  | 27 april 1998     |
| 31  | Chakravarthi Rangarajan     | 27 april 1998     | 14 november 1999  |
| 32  | M. M. Rajendran             | 15 november 1999  | 17 november 2004  |
| 33  | Rameshwar Thakur            | 18 november 2004  | 21 augustus 2007  |

## Gouverneurs van Odisha (sinds 2011)
| #   | Naam                           | Begin termijn    | Einde termijn |
| --- | ------------------------------ | ---------------- | ------------- |
| 34  | Murlidhar Chandrakant Bhandare | 21 augustus 2007 | 21 maart 2013 |
| 35  | Senayangba Chubatoshi Jamir    | 21 maart 2013    | 20 maart 2018 |
| wnd | Satya Pal Malik                | 21 maart 2018    | 28 mei 2018   |
| 36  | Ganeshi Lal                    | 29 mei 2018      | huidig        |